# 克拉斯诺皮利亚市镇
克拉斯诺皮利亚镇级市镇（烏克蘭語：Краснопільська селищна громада），是乌克兰东北部蘇梅州蘇梅區的镇级市镇，行政中心为克拉斯諾皮利亞。市镇面积为555.5平方公里，2018年人口数量为16,044人。该市镇成立于2016年12月23日。

## 居民点
该市镇包括两个镇（克拉斯諾皮利亞、烏赫羅伊迪）、38个村庄和3个乡村居民点。